# Marcos Winter
Marcos César Simarelli Winter (né à São Paulo, le 31 août 1966) est un acteur brésilien. 

## Biographie
Fils d'un fonctionnaire d'une entreprise d'ingénierie et d'un propriétaire de maison, Marcos commence à travailler comme métallurgiste, en fabriquant des pyramides ésotériques, dans l'adolescence. Il entre à la faculté d'Arts Scéniques et devient acteur. 
À la télévision depuis la fin des années 1980, c'est en 1990, grâce à son interprétation de Joventino dans Pantanal, diffusée sur Rede Manchete, que l'acteur donne une nouvelle impulsion à sa carrière.
Il est le père d'Ana Clara Duarte, fruit de son mariage avec l'actrice Paloma Duarte.

## Rôles à la télévision
- 2015 : Maginífica 70 - Vicente
- 2013 : Flor do Caribe - Reinaldo
- 2010 : Malhação - professeur Odilon
- 2010 : As Cariocas - Élber
- 2009 : Vende-se um Véu de Noiva - Dr Homero Reis
- 2008 : Duas Caras - Narciso Tellerman
- 2007 : Amazônia, de Galvez a Chico Mendes - Neto
- 2007 : Pé na jaca - Luchino
- 2006 : Avassaladoras - A série - Alê
- 2005 : Essas Mulheres - Eduardo Abreu
- 2004 : Um Só Coração - Luís Martins
- 2003 : Agora é que são elas - Heitor
- 2001 : Estrela-Guia - Bob
- 1999 : Vila Madalena - Roberto
- 1998 : Pecado Capital - Virgílio Lisboa
- 1998 : Corpo Dourado -  Arthurzinho
- 1997 : A Indomada - Hércules Pedreira
- 1996 : O fim do mundo - Nado
- 1995 : Irmãos Coragem - Eduardo Coragem (Duda)
- 1994 : Fera Ferida - Cassi Jones de Azevedo
- 1993 : Agosto - Cláudio Aguiar
- 1991 : Helena - José Diogo
- 1991 : Floradas na serra - Flávio
- 1990 : Desejo - Dinorá
- 1990 : Pantanal - Jove (Joventino neto)
- 1989 : Tieta - Osmar
- 1988 : Vida Nova - Antoninho